# TAC (コンピュータ)

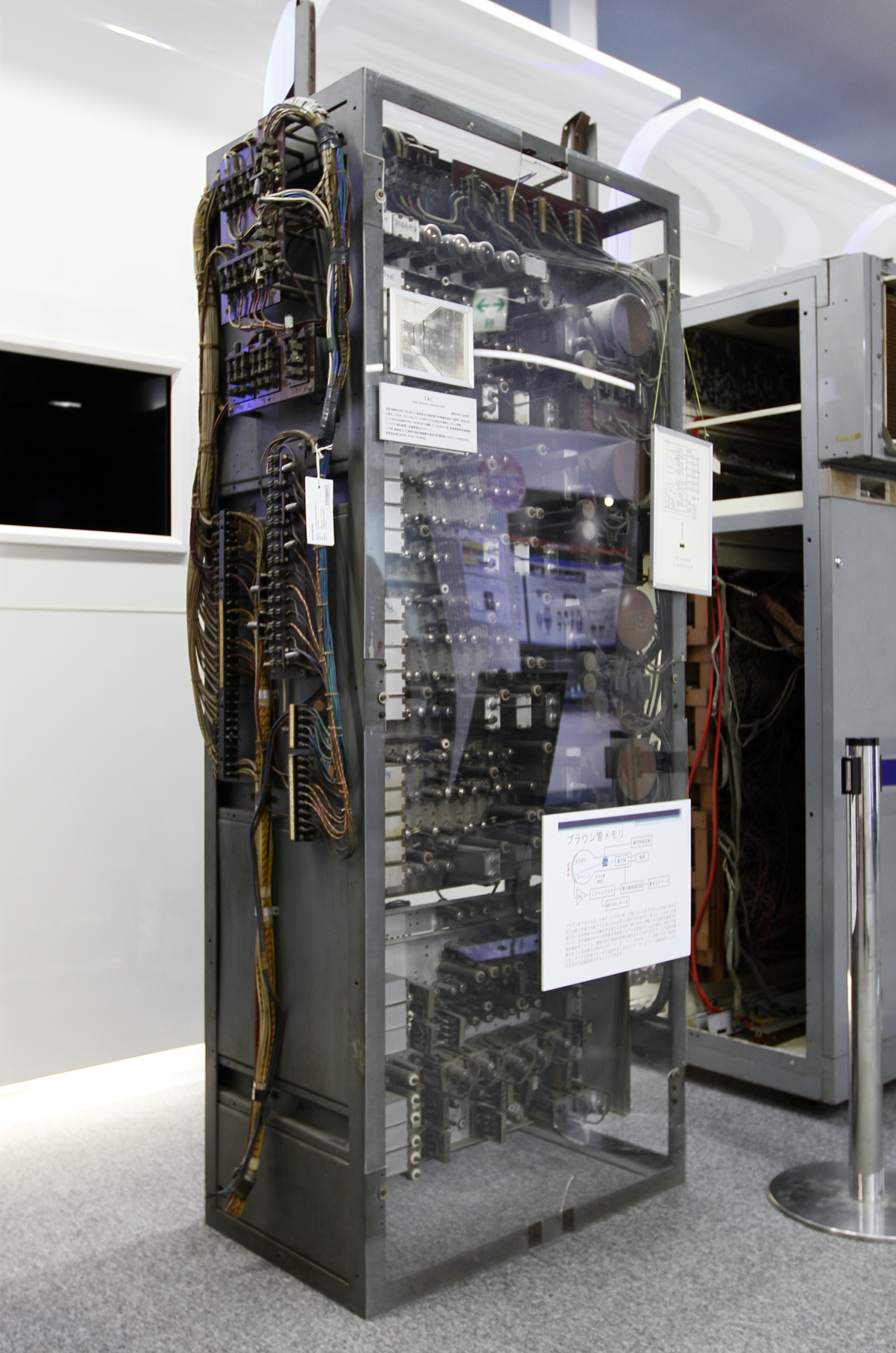
TAC（東芝未来科学館所属）

TAC(Tokyo Automatic Computer)は、東京大学が開発したコンピュータ。一般に東大と東芝が共同開発したとされているが、大変な難産の結果、東芝が協力していない部分や日立製作所が協力した部分がある。1959年に最終バージョンが完成した。

## 開発陣
以下所属において特筆していないものはすべて、大学は東京帝国大学→東京大学、企業は東京電気→東芝。役職も当時のもの。

### 東大関係者
- 雨宮綾夫 - 助教授。中心人物。
- 山下英男 - 教授。当時理系一の頭脳と呼ばれていた。早くから電子計算機の重要性を見抜いており、パンチカードに代わるシステム開発を1940年に着手、1947年にデジタル動作の「山下式画線統計機」を完成させていた。
- 村田健郎

男性で鳥取県生まれ。工学部航空原動機工学科卒業・理学部数学科再入学などの学歴を経て、前述の時期には数学科大学院に再入学（同大最終履歴は助教授）。大学院二年の時「コンピュータ開発のため、雨宮が先生が若い数学者を探しているが、村田は工学部出身だな。アメリカではフォン・ノイマンがコンピュータをやっていて、コンピュータ開発にも工学者が必要だ」と言われ、雨宮の元に移動した。当記事の主要な出典の一つ『計算機屋かく戦えり』は、村田がTAC関連のインタビューで答えているもの。
- 山内恭彦 - 理学部教授。
- 茅誠司 - 後に総長になる。
- 阪本椀房 - 教授。
- 高橋秀俊  - 助教授。
- 元岡達（1929年-）
- 中澤喜三郎 - 大学院生。
- 後藤英一

### 東芝関係者
- 三田繁（みた しげる） - 1928年に電気工学科を卒業し東京電気入社。まず真空管業務にたずさわり、TAC開発時は東芝マツダ研究所勤務。経歴の通り、当時は東芝の関係者となっていたが、発案者を入れなければいけないという事で、初期メンバーからは東芝側から唯一参加した。村田に言わせると「当時もっともコンピュータをわかっていた人」。
- 松隈良材 - 同社ダイオード研究者。
- 八木基 - 同社パルス通信研究者。

## 開発の経緯
以下、村田健郎「日本における計算機の歴史 : 真空管とブラウン管による計算機TAC」を主に参照するが、本機についてはプロトタイプの存在への言及や名称について文献により差異があるため確実なものではない。ここでは前述の村田の記述をもとに3世代があったものとし、東芝社内の実験機である初代については通称で使われている東芝TAC、東大に納入された機材をTAC（二代目）、村田・中澤により作り直された機材をTAC（三代目）と呼んで区別する。

### 東芝TAC
村田によると、開発の原型は1948年には東芝で始まっていたという。
三田は同年ENIACに興味を持ち、山下の元をたずねるなど一人で研究の下積みをしており、試作機を作って真空管による論理回路、ウィリアムス管（ブラウン管式メモリ）などの研究を行っていた。1950年にはさらに前述の松隈と八木に声をかけ、当時入手可能だったコンピュータの情報で研究に入る。ノイマンのEDVACの草稿を入手して解析、1951年に東芝TACの組み立ては始まっていた。
そして同年、文部省（今の文部科学省）科学研究費による電子計算機研究班が立ち上げられ、山下が班長を担当、雨宮と三田が協力した。

### TAC（二代目）の製造開始まで

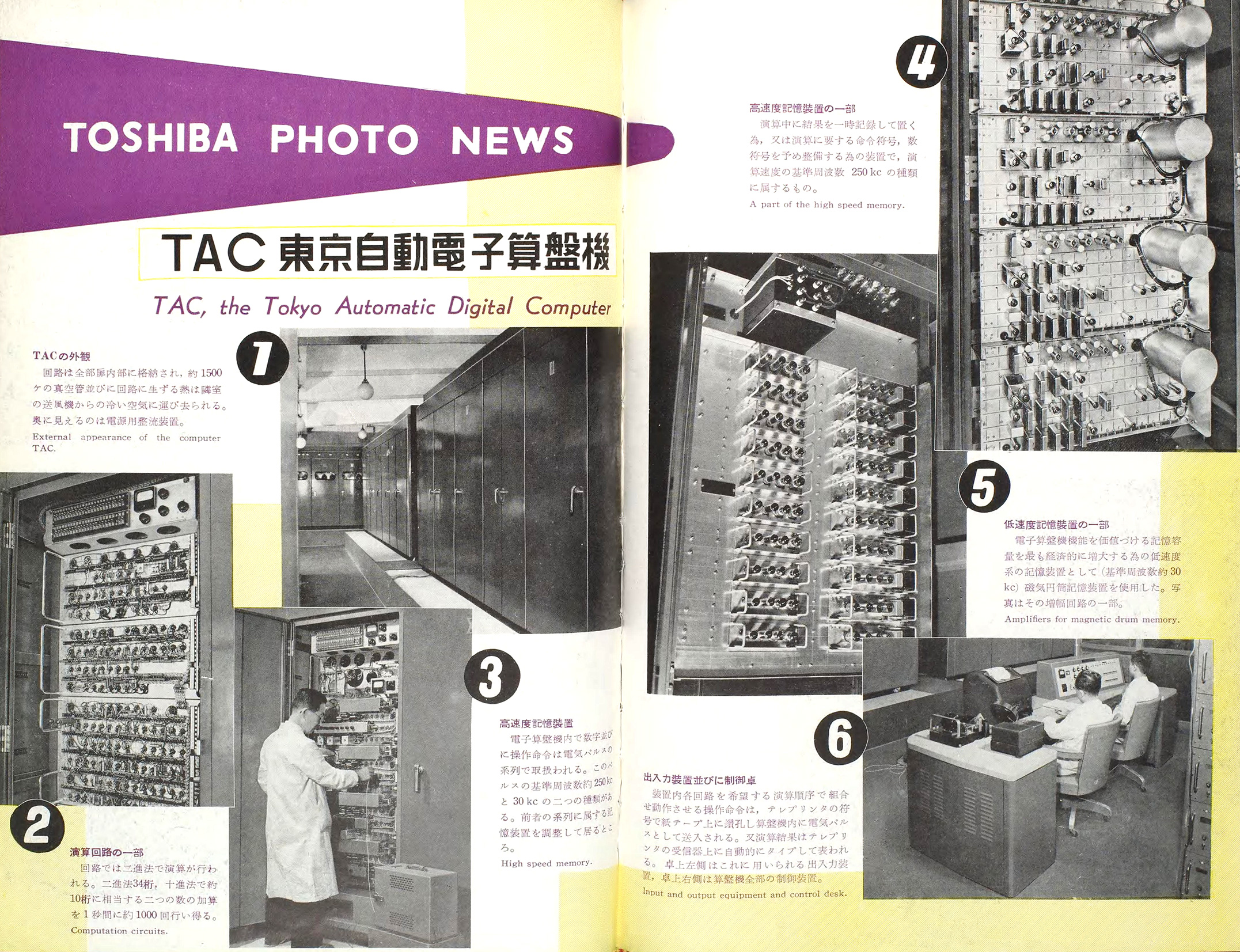
東京大学へ納入されたTAC (東芝レビューの記事より)

翌年これを元に同省同費の申請がされ、1011万円という、国内としては巨額の費用が認められた。
当時欧米ではコンピュータが専門分野で稼動し始めており、注目したユネスコが国際計数センター(IOC)を設立する。村田によると、IOCにより1951年2月にパリ条約会議が開催され、山下と外務省の萩原徹が出席。これに刺激されてTACに多大な予算が出たという。また大蔵省で当時主計官をしていた相澤英之のひらめきや、その他の各関係分野の権威の力添えでも、資金が出たと語っている。
真空管による論理回路やウィリアムス管を研究していた東芝が参加してハードウェア、東大側がソフトウェアを研究する形で研究が進められ、製造契約も結ばれた。東芝TACではまだ手作りだったが、二代目は製品として設計されていた。
プログラムを担当したのは雨宮、元岡、山田、後藤、村田。村田は理学部から工学部に移り、M・V・ウィルクスがEDSACについて記した書籍 "The Preparation of Programs for an Electronic Digital Computer" を読みながら東芝TACを勉強、入出力部分を作っていた。命令セットでEDSACを参考にしているのはこれが理由である。
しかし半年たつと、東芝だけではハードが作れないため東大に協力を求め、結果として村田が東芝に派遣、ハード製作特にウィリアムス管のテストなど、八木の手伝いを一年半行った。
1954年末に試作機が東大に納入され、村田も東大に戻って中澤と共に実務を担当。計画管理は雨宮が行った。試作機は180cmの棚が12列あり、真空管が6550本ほど。17m×7.5mの部屋に入りきらず廊下にはみ出していた。調整は東芝の松隈と八木、および工場から派遣された1-2名の計3-4名で行った。
当初は2年で研究、技術レベルを上げるのが目標だったが、文部省・大蔵省に金を出させるため、2年で実用化というノルマをむりやり定着させられ、雨宮も強引に計画書に書かされたようなものだという。

### 動かない二代目
だが調整が難航する。主な難航要因は以下の通り。
- ウィリアムス管が設計通りの性能を出せず不安定だった。これは最後まで尾を引いたという。主記憶装置について、水銀遅延線でなくウィリアムス管を選んだ理由は、村田いわく「今となっては誰の考えか、わからない」。東芝が当時作ったウィリアムス管は、アメリカが国家計画で作り、アメリカ国立標準局（今のアメリカ国立標準研究所）が評価した、RCA社製のブラウン管より優れていたという。
- FUJICに比較して動作周波数の目標を200kHzと高く設定した。
- 論理回路がうまく動かなかった。

また上記に補足して村田は「初期のコンピュータは真空管がすぐ切れるから」という俗説に対し「当時の東芝の真空管は日本一性能がよく、滅多に切れるものではなかった。真空管にかかる電圧をわざと下げて誤作動を事前に間引きしておけば、当分真空管のトラブルは起きない。素子が少し不安定でも、素子の放射が半分でも平気なぐらいに回路を組めばいい。実は現代のトランジスタも不安定であり、そこが露見しないよう、良い意味でごまかして回路を組んでいるだけだ」との談話を残している。真空管の寿命の問題を否定する証言は、中澤も書いている。また中澤によると、本機の難行は、ウィリアムス管の不安定もあるが「それよりも当初の設計では大規模な論理回路そのものの動作が不安定であったことが大きな原因」だという。
やがてライクマンがコアメモリを作ると、アメリカの新造コンピュータは全てコアメモリ式に鞍替えした。三田の記憶装置の研究もコアメモリ中心になり、「TACは納品したが、ずっと動かないかも」とこぼし始めた。
後藤も「TACはもう動かねぇ。それじゃいけないから、後はこっそりパラメトロン（後藤が独力で発明した素子）で作っちまおう」（後藤は良くも悪くも思った事はズバリという主義で、『計算機屋かく戦えり』での証言も、こうした言葉遣いで記録されている）と言ったが、村田は「同感だが、動かないなら動かない理由を調査し、発表したい」と返答。「しょうがねぇな」と言った後藤は、完成を見ることなくTACを去り、高橋や東芝も1956年に撤退した。
そうしているうち同1956年には、岡崎文次が（しかも組み立て以外事実上一人で）7年かけて製作したFUJICを完成、初の国産コンピュータ完成という座は、FUJICに奪われた。
さらに翌1957年10月4日の朝日新聞に「超スロモーの電子計算機」という見出しと「コンピュータ開発にノイマンの法則『いつ聞かれても完成は半年後』があるが、6年たっても動かないのはどうか。動かない理由を公表すべき（要約）」などと書かれた記事が載り、一般には積極的公開をしていなかったTACの存在とその頓挫した状況が、批判されてしまう。村田によると「記事の質はいい加減でなく、しっかり書かれていた」との事。続けて12月頃には毎日新聞の連載記事の中で「犬は地球を歩く」という見出しにより「ロシアでは人工衛星に犬が乗る時代なのに、日本の地上ではコンピュータさえ動いていない」と揶揄された。
これで文部省や大蔵省の役員（特に文部省は権威ある人物が揃っていた）が東大工学部に来たことにより、村田は工学部長に呼び出され「マスコミはああ書いたが、真相はどうだ?」と問い詰められた。村田は「ウィリアムス管が1個のライン1本（18ビット）だけだがちゃんと動いたので、これを続ければ大丈夫では」と回答。これを受けて山内が、皆でTACを見に行くよう働きかけ、「これが16本動けば大丈夫」とフォローした。もちろん村田はその時、（1本と16本では動かすことが雲泥の差）ということを、言わないが理解していたという。
もちろん当時の国内のコンピュータ業界では、TACの現状は周知の事実で、「あれはもうダメだ」と言われていた。しかもTACに出ていた、国と大学から公式予算は、維持費の増加でどんどん膨れ上がり、他の新たなコンピュータプロジェクトが予算を申請しても、通らなくなっていた。

### TAC（三代目）
そして同年末、業を煮やして全てをやり直すことになる。村田がウィリアムス管、中澤が論理回路を手がけ、事実上二人の手作りとなった。雨宮は「あの二人は別々ではただのエンジニアだが、コンビだと凄い力を出すから、絶対コンビで仕事をさせろ」と主張したという。他に元岡や山田も研究を継続した。
外観は二代目と同じだが中身はフルリメイクで、ある小さな電気屋に図面を沢山書かせ、アルバイトの学生何人かにハンダ付けを覚えさせ、組み立てを急いだ。雨宮が各種調達に走り回り、部品代で600万円分、東芝から真空管とブラウン管、日立製作所からも真空管の協力があった。
そして結局朝日新聞で叩かれた1年3ヶ月後の、1959年1月21日に動作に成功した。日本中の権威が見に来たが、朝日新聞はこれを報じなかった。村田によると「基本的構造は難しくなかったが、長期間触れた事で、やってはいけない事（真空管の性能に比例する動作などは使わない、テレビやラジオみたいなアナログ回路の感覚で作らないなど）が経験として身についていた」からだという。

### 三代目の性能

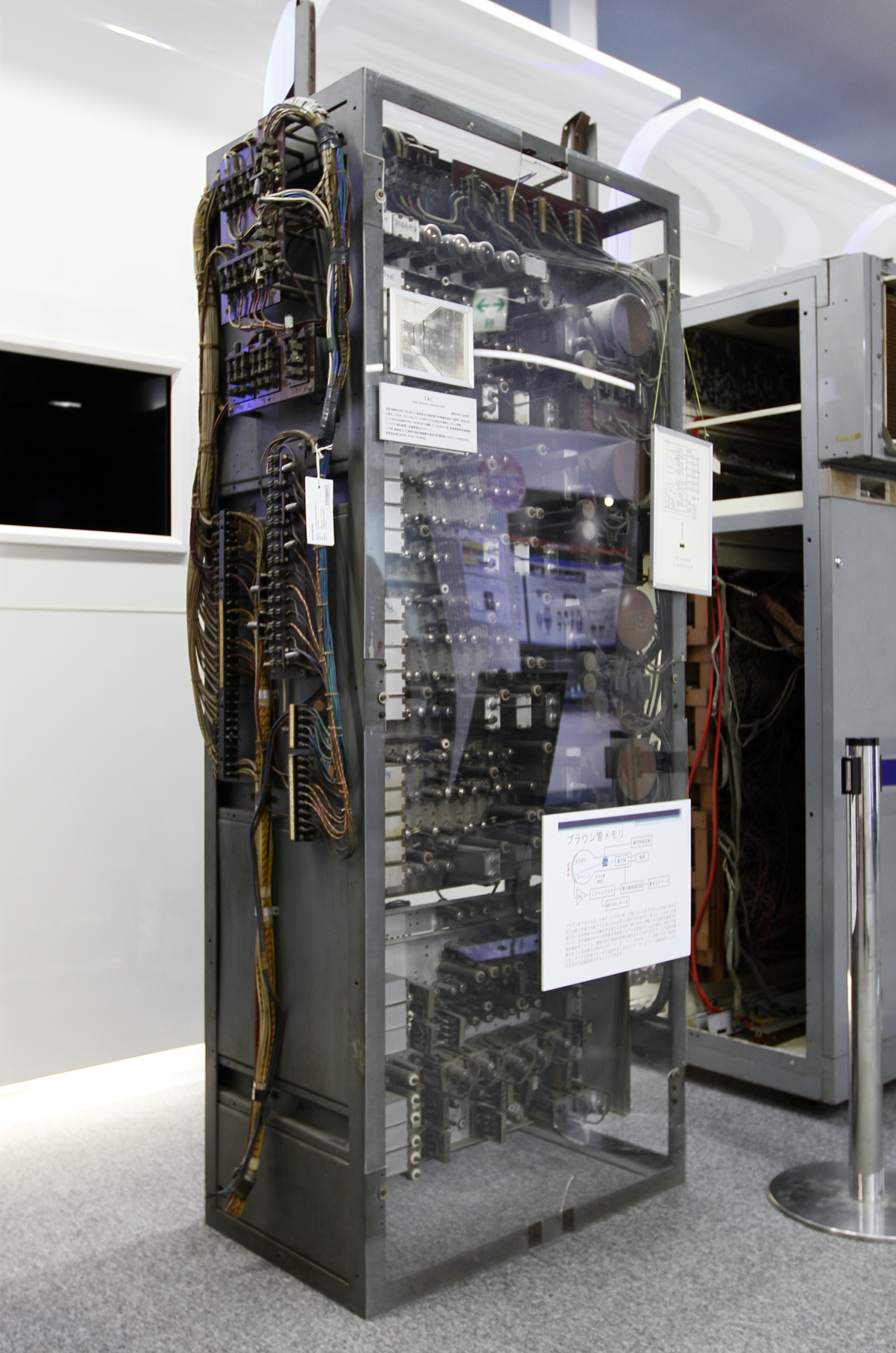
TACの記憶装置の架。各段にはウィリアムス管を使用した記憶装置のモジュールが取付けられている。2015年現在、東芝未来科学館で常設展示

既に動いていたパラメトロン機と比べると、本機の真空管による「電子」計算の高速さは威力を発揮した。FUJICがランダムアクセスに難のある遅延記憶装置を主記憶としていたのに対し、完全ランダムアクセス可能なウィリアムス管の採用は、動作にこぎつけるまでに難航した原因のひとつではあったものの、動作してしまえばその威力を発揮した。なお「IBM機より優れていた」という逸話も本機の解説などで見られるが、そのエピソードは当時の新鋭機（コアメモリを使用）がまだ日本には入っておらず、ドラムを主記憶としていたため遅かったIBM 650との比較であることに留意が必要である。
- 素子：真空管7000本、ダイオード3000個（日本ではFUJICと本機のみが実働した真空管コンピュータである）
- 主記憶：ウィリアムス管、容量512ワード。日本で稼動したコンピュータでウィリアムス管を使用したのは、本機のみである。ウィリアムス管の原理上、周波数[注釈 4]を倍にすることにより（マージンが不足するため安定して連続動作させるのは大変だったというが）容量を倍増するという「離れ業」を使うと1024ワード。
- 入力：紙テープ読取装置
- 出力：電動タイプライター
- 動作周波数：330kHz。加算時間は0.48ms、乗算時間は5.04ms

以上の性能の他、機能面で重要なものとしては、以下の二点が挙げられる。いずれもあると使い易さが格段に違うため、是非入れたいということになった。
浮動小数点演算
78ビット処理。桁が欠けないことと、二倍精度の演算処理が作りやすいことが長所で、当時は世界的に見ても大胆な機能。発案は（村田の記憶によると）雨宮らしい。真空管の本数が多いのはこのためであるが、真空管処理は大変だったという。
インデックスレジスタ
これは当時最新機種だったEDSAC IIの資料を中澤が入手、夏休みに安達太良山の温泉に泊まって必死に勉強した産物である。開発陣にとって自慢のタネだった。（ただしEDSAC IIとは独立に、日本のリレー式コンピュータ開発陣でもインデックスレジスタは発明されており、そちらからの影響も十分にありうる）

### 三代目の稼動
メンテナンスは最初の一年が村田と中澤、次に東京大学綜合試験所に、さらに1959年10月からは運用を森口繁一教授、ハードを三山醇助教授が担当。
前述の「離れ業」で1024ワードとし、それを全て使うプログラムを動かす時は、電源の安定している夜でないと動かせず、24時に依頼者に来てもらって、1時から4時まで動かすことが多かったという。
1962年に稼動時間1万時間をこえると故障も多発してきたので、同年7月に稼動を終了した。同年解体廃棄されおおかたは現存しないが、東芝資料館に記憶部の架がひとつと写真が収蔵されており、西村コンピュータコレクションに、それとは別ルートで保存されたものと思われる記憶部の1モジュールが保存されている。
メンテナンス移譲を機に、村田と中澤は日立に入社し、後にトランジスタ式コンピュータのHITAC 5020などを開発した。

## 阪大計算機
同時期に大阪大学でも真空管式のコンピュータ（阪大計算機と呼ばれている）を研究・開発していた。このFUJIC、TAC、阪大計算機の三台が、日本で建造された真空管式による電子計算機であった。